# Генератор на Армстронг
Генераторът на Армстронг (известен още като Генератор на Майснер) е електронен генератор, който използва капацитет и индуктивност (трептящ кръг) за генерирането на незатихващи електрически колебания и има индуктивна (трансформаторна) обратна връзка. Това е най-първата схема на електронен генератор. Изобретена е от американския инженер Едуин Армстронг през 1912 г., и независимо от австрийския инженер Александер Майснер през 1913 г. Наименованието генератор на Майснер се използва в немскоезичните страни.
Работната честота се определя от трептящия кръг L1-C по формулата:
{\displaystyle f={\frac {1}{2\pi {\sqrt {LC}}}}\,}
Индуктивността L2 осъществява положителна обратна връзка, като връща част от изходната енергия във входа на схемата и така генератора влиза в режим на автогенерация.
Показаната схема е модерна и използва транзистор. Оригиналните схеми на Армстронг и Майснер са базирани на вакуумни триоди.